# Frank Hempel
Frank Hempel (* 26. August 1959 in Neustrelitz) ist ein deutscher Politiker (SPD) und ehemaliger Abgeordneter des Deutschen Bundestages.

## Leben
Hempel machte eine Lehre zum Maurer und besuchte anschließend die Fachhochschule, um dort Bauingenieurwesen zu studieren. Von 1984 bis 1985 arbeitete er als Bausoldat, später als Bauleiter und seit 1990 ist er als selbständiger Bauunternehmer tätig.
Er ist bekennender Christ und gehört der Freikirche der Siebenten-Tags-Adventisten an.

## Politik
In der DDR gehörte Hempel noch keiner Partei an, erst 1990 wurde er Mitglied der SPD. In der Wendezeit war er Mitbegründer des Neustrelitzer Ortsvereins der SPD, für die er auch seit 1990 im Stadtparlament Neustrelitz saß. Dem Bundestag gehörte er als Abgeordneter des Wahlkreises Neustrelitz – Strasburg – Pasewalk – Ueckermünde – Anklam, in der vierzehnten Legislaturperiode von 1998 bis 2002 an.